# Nico Pleimling
Nicolas „Nico“ Pleimling (* 15. Dezember 1938 in Stadt Luxemburg; † 17. Juli 2023) war ein luxemburgischer Radrennfahrer.

## Sportliche Laufbahn
Pleimling war Teilnehmer der Olympischen Sommerspiele 1960 in Rom. Die Mannschaft Luxemburgs belegte mit Raymond Bley, Louis Grisius, René Andring und Nico Pleimling den 22. Platz im Mannschaftszeitfahren. 1960 startete er bei den UCI-Straßen-Weltmeisterschaften im Einzelrennen und schied aus. Er startete für den ACC Contern.